# Круглоголівка-вертихвістка

Круглоголовка-вертихвістка (Phrynocephalus guttatus) — вид ящірок родини агамових (Agamidae). Поширений у Центральній Азії та на півдні Росії. Мешканець піщаних пустель. Описано 4 підвиди.

## Опис
Дрібна ящірка із загальною довжиною тіла (L.+ L.cd.) до 12 см. Довжина тіла від кінчика морди до клоаки (L.) 51 мм. Хвіст (L.cd.) майже в півтора рази перевищує довжину тулуба з головою: відношення  L./L.cd. складає 0,56—0,88. Передній край морди досить похилий, ніздрі добре видно зверху. На верхній поверхні шиї немає поперечної складки шкіри. Основа хвоста приплющена, інша його частина в поперечному перерізі більш-менш кругла.   

### Лускатий покрив
Луска хребта трохи збільшена, частина її з реберцями, кінці яких трохи підведені. Спинно-бічна і бічна луска гладенька. На спині окремі луски або їх групи можуть бути трохи стовщені й підведені. Горлова і черевна луска гладенька. Грудна луска з реберцями, що переходять на кінчиках в гострі шипики. Четвертий палець задньої лапи знизу вкрито одним рядком підпальцевих пластинок, забезпечених 2—3 поздовжніми рядками реберець. На підпальцевих пластинках третього пальця єдиний ряд реберець, дуже зміщених у бік другого пальця. 

### Забарвлення

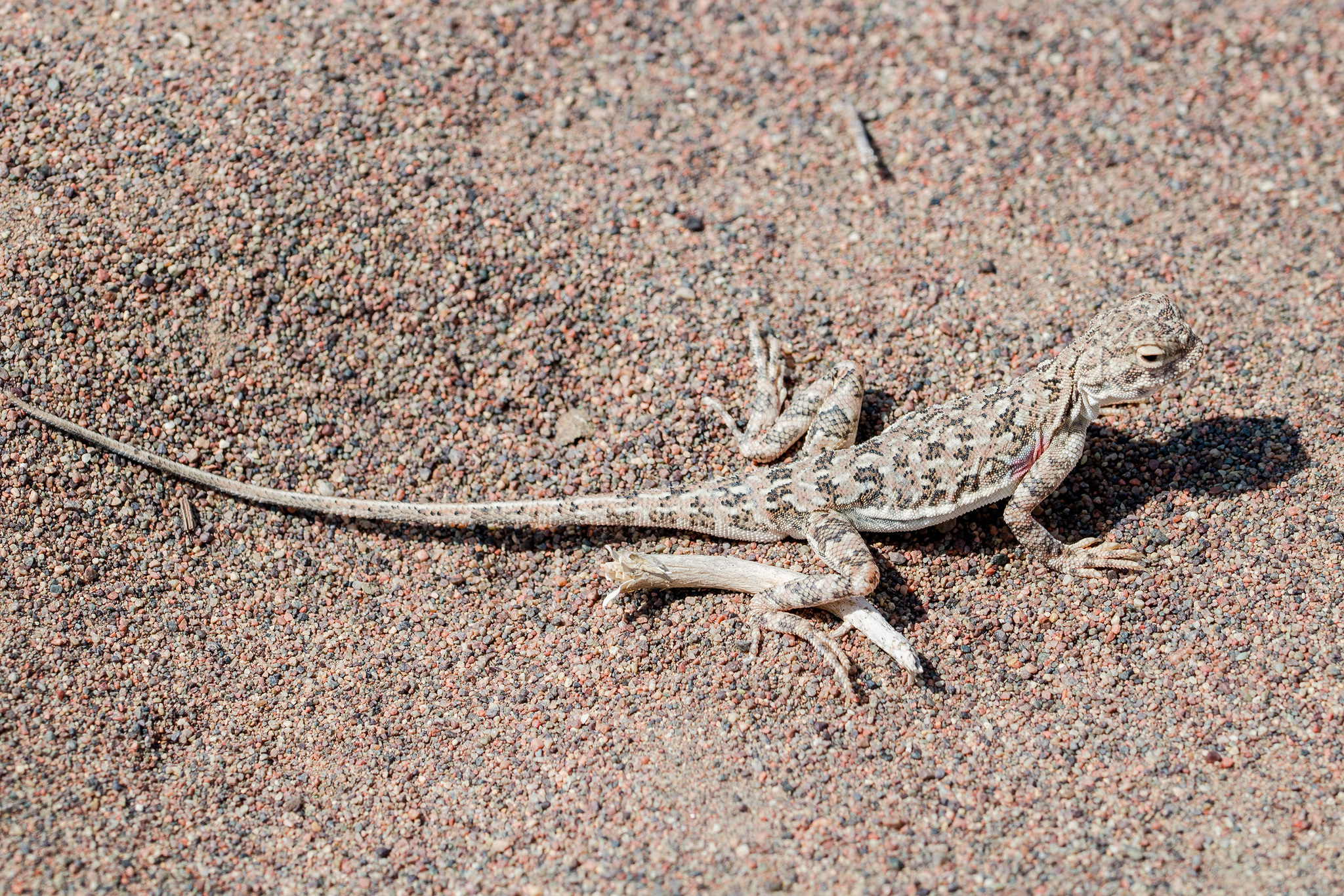

Забарвлення і особливо візерунок дуже мінливі. Колір спини пісочно-сірий або бурувато-сірий із складним малюнком із крапок, плям і вигнутих смуг, які утворюють численні кільця і розводи. З боків хребта можуть бути більші темні плями. Голова зверху в темних звивистих лініях і цятках. Кінцівки зверху з нерізкими поперечними темними смугами. На верхній поверхні хвоста часто є світла, вузька, поздовжня смужка. Знизу тіло білого кольору. На нижній поверхні хвоста є 2—7 чорних поперечних смуг, кінець хвоста знизу чорний. У молодих особин проміжки між смугами на хвості жовті або жовтуваті. 

## Поширення
Поширений від західних кордонів Китаю через всю північну підзону пустель Казахстану, Узбекистану і Туркменістану до західного узбережжя  Каспійського моря. В європейській частині ареалу вид поширений на півдні Росії. За останніми даними, у Казахстані і Туркменістані ареал виду переривається — відбувається його фрагментація.

## Особливості біології

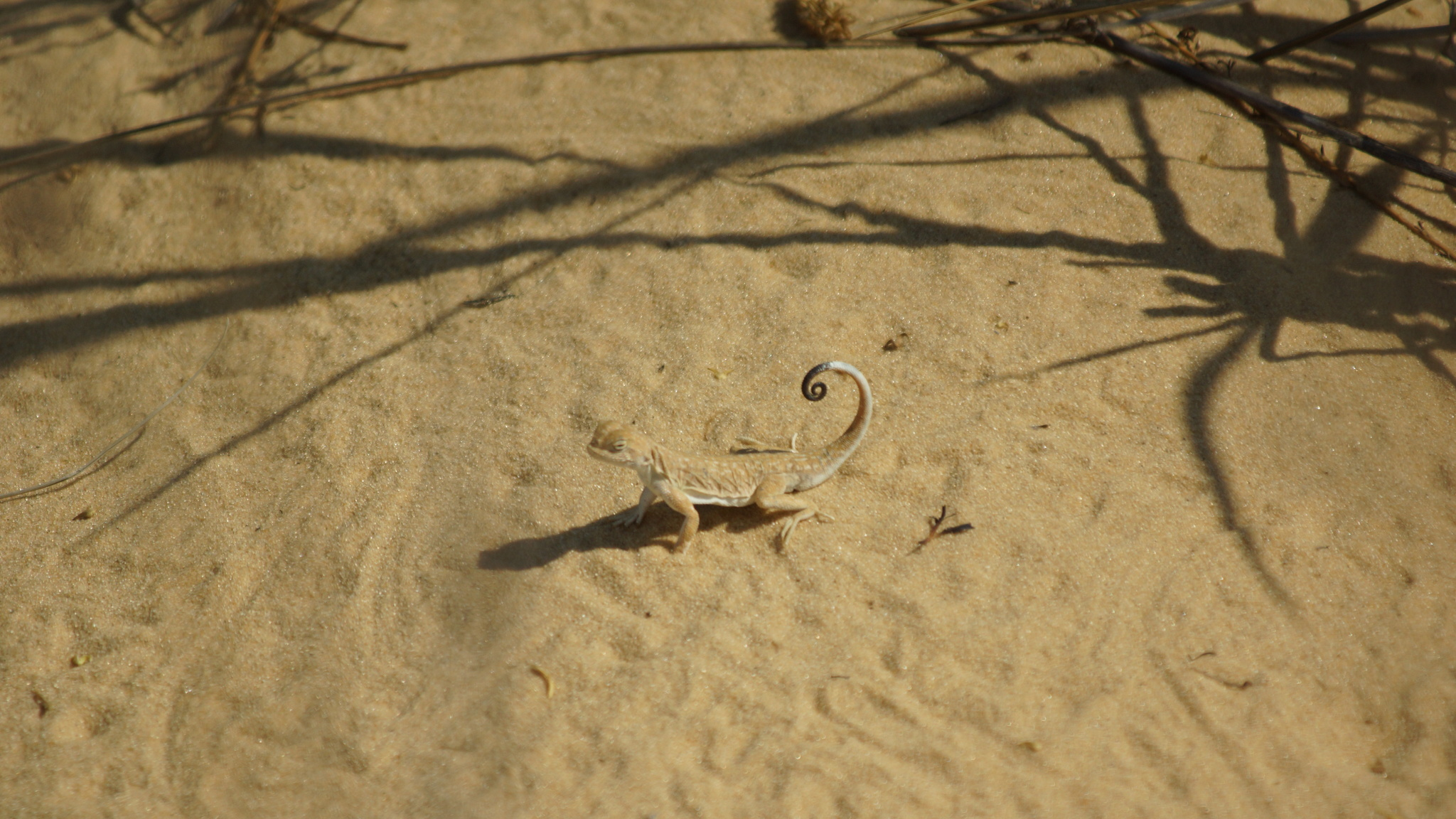

Віддає перевагу піщаним ландшафтам із розрідженою рослинністю, іноді зустрічається в солончаковій пустелі, на схилах барханів. Здатна закопуватися в пісок за допомогою швидких коливальних рухів тіла. Риють нори завдовжки до 10—20 см, у вигляді похилого ходу, який закінчується невеликим розширенням. 
Чисельність невисока. У Західному Казахстані за годинну екскурсію в типових біотопах зустрічається в середньому 1,2 особини, у Калмикії на такому ж маршруті — 3—3,5 ящірки.
Після зимівлі в залежності від району з'являється в другій половині березня — квітні. Ящірки риють нірки частіше біля основи кущиків. Влітку нори майже не використовуються, на ніч круглоголовки занурюються в пісок.  
Живиться комахами, серед яких за зустрічальністю переважають [[мурашки і жуки. У харчовому раціоні також присутні прямокрилі, двокрилі, гусінь, клопи, павуки, метелики і навіть листя та насіння рослин. Для кращого травлення ковтає також пісок і камінчики. 
Належить до яйцекладних ящірок. Статева зрілість може наставати вже у віці 12—13 місяців при довжині тіла (L.) 32—33 мм у самців та 35—37 мм у самиць. Період парування починається наприкінці квітня — на початку травня. Відкладання яєць відбувається двічі (дві кладки) з середини травня по липень. Молоді завдовжки 26—28 мм і масою тіла 0,6—0,9 г починають з'являтися в Дагестані із середини липня. 

## Охорона
Незважаючи на розірваність ареалу, стан більшості природних популяцій виду залишається більш-менш стабільним. Саме тому він, згідно Червоного списку МСОП, отримав охоронний статус «відносно благополучний вид».

## Систематика
Описано 4 підвиди: 
- Phrynocephalus guttatus guttatus;
- Phrynocephalus guttatus kuschakewitschi;
- Phrynocephalus guttatus kalmykus;
- Phrynocephalus guttatus salsatus.